# Junkers Jumo 004
El Jumo 004 fue el primer turborreactor en producción y uso operacional. Unas 8.000 unidades fueron producidas por Junkers en Alemania a finales de la Segunda Guerra Mundial motorizando el Messerschmitt Me 262 y el Arado Ar 234, además del Messerschmitt Me P1101 con los Ju 287, He 343, Horten Ho 229 y Ta 183V-1. Hubo variantes del motor que fueron producidas en la Europa del Este después de la guerra.

## Historia

### Desarrollo
La funcionalidad de la propulsión a reacción, fue demostrada en Alemania a principios de 1937 por Hans von Ohain trabajando con la compañía Heinkel. La mayor parte del RLM no mostró el mínimo interés, pero Helmut Schelp y Hans Mauch vieron la potencialidad del concepto y estimularon a los productores de motores a empezar sus propios programas de desarrollo de este tipo de propulsores. Finalmente en 1939 Otto Mader, jefe de Junkers Motoren (Jumo), afirmó que aunque el concepto era útil, no tenía a nadie que trabajara en él. Schelp respondió afirmando que el doctor Anselm Franz, a cargo del desarrollo de los turbos y supercargadores de Junkers, era perfecto para el trabajo. Franz empezó su equipo de desarrollo a finales de ese año y el proyecto recibió la designación del RLM 109-004 (el prefijo 109- era común a todos los proyectos Jet).

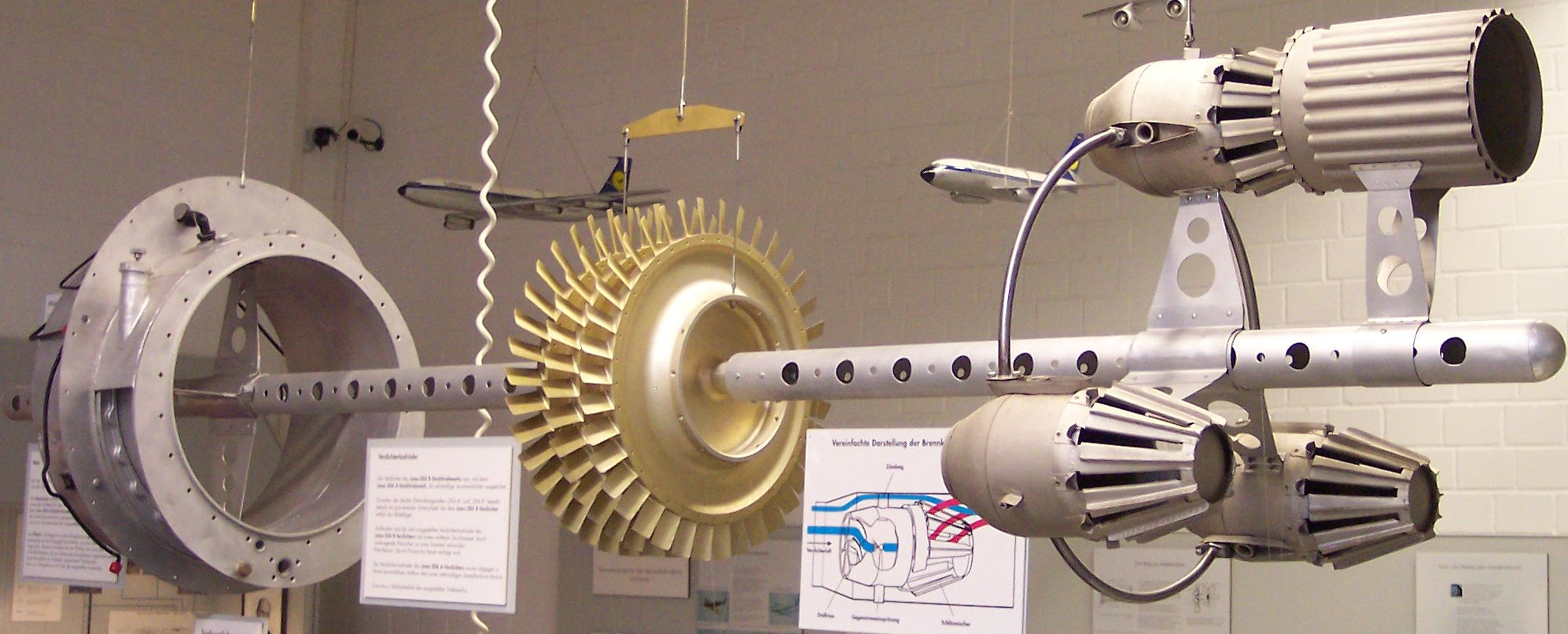
Componentes del Motor Jumo 004.

### Franz apuesta por el compresor axial
Franz optó por un diseño que era conservador y revolucionario a la vez. Su diseño difería del de von Ohain en que el usaba un nuevo compresor el cual permitía un flujo de aire continuo y recto a través de motor (un Compresor axial), recientemente desarrollado por el Aerodynamische Versuchsanstalt (AVA - Instituto de Investigación Aerodinámica) en Gotinga. El compresor de flujo axial no solo funcionaba de forma excelente, con un 78% de eficiencia en condiciones de "mundo real" sino que también tenía una sección transversal pequeña, importante para el diseño de aviones de alta velocidad.

### Problemas

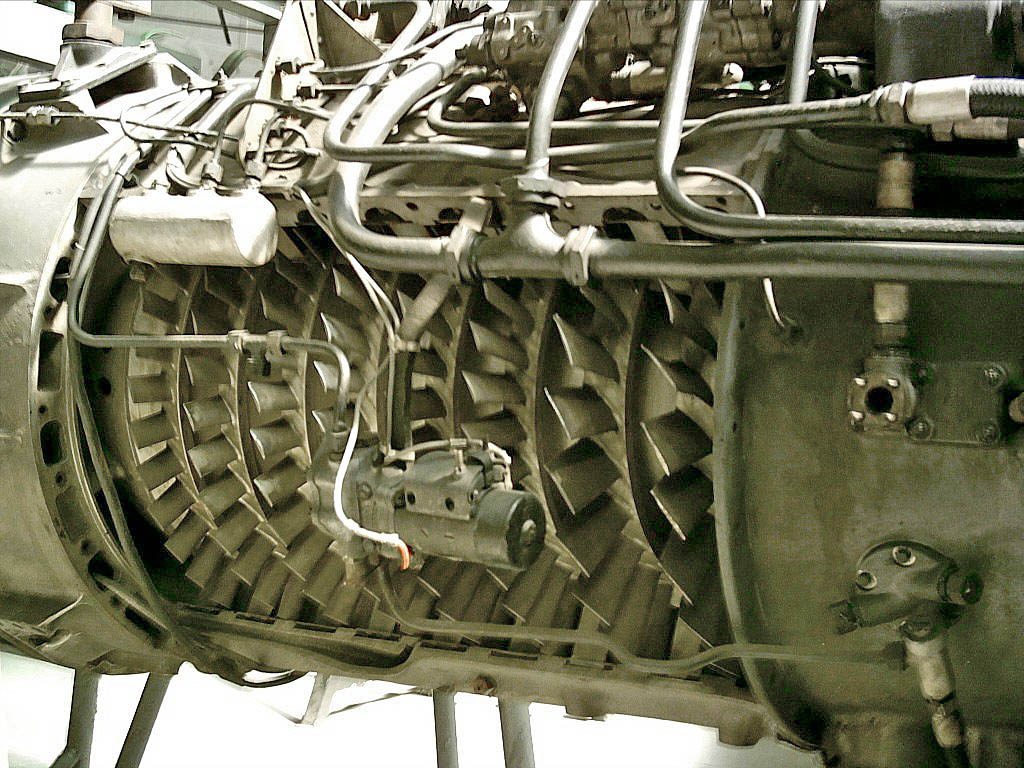
Motor Jumo 004.

Por otra parte, Franz afirmaba que se produciría un motor que estaba lejos de su potencial teórico, en interés a hacerlo práctico en cuanto a simplicidad y factibilidad de producirlo en masa. Una decisión fue usar una sola área de combustión usando seis "latas de llama", en vez de una sola lata anular más eficiente. Por la misma razón colaboró fuertemente con el desarrollo de la turbina del motor con la Allgemeine Elektricitäts-Gesellschaft (AEG - General Electric Company) en Berlín. En vez de trabajar en el desarrollo de motores, optó por trabajar inmediatamente en un motor para ponerlo inmediatamente en construcción. La visión conservadora de Franz vino de una pregunta del RLM, pero le dieron la razón, porque a pesar de los problemas que enfrentaba, el 004 entró en producción y servicio en vez de su más avanzado tecnológicamente competidor, el BMW 003.

## Diseño
El primer prototipo 004A funcionó en la primavera de 1940, y en enero del año siguiente fue colocado a máxima potencia, 4,2 kN. Problemas de vibración con la hoja del compresor retardaron el programa en este punto, hasta que un nuevo estátor diseñado por Max Bentele resolvió el problema.
Con los nuevos estátores en su lugar, el motor desarrolló 5,9 kN en agosto, pasando el test de resistencia de funcionamiento a 10 horas con una potencia de 9,8 kN en diciembre. El primer vuelo tuvo lugar el 15 de marzo de 1942, cuando un 004A fue trasportado en el aire por un Messerschmitt Bf 110. El 18 de julio, uno de los prototipos de Messerschmitt Me 262 voló con sus motores 004, y el motor fue ordenado por el RLM con un pedido inicial de 80 unidades.

### 004A como banco de pruebas
El 004A fue estrictamente un banco de pruebas, inviable para producción en masa debido a su construcción sólida, y por ende pesada, y el uso de materiales muy costosos, Tinidur, para soportar la alta temperatura en la "sección caliente".
En su construcción hubo muchas prácticas desconocidas, entre ellas una que aún hoy día es extraña: en sus turbinas se presentaba un problema con la frecuencia en la cual los álabes se dañaban, y para ello a Franz se le ocurrió usar a un violinista para que con su arco "tocara" las piezas, y así determinar gracias a ello cuál sería la frecuencia en las que se despedazaban.

En el verano de 1943, una excitación de sexto orden causó varios fallos en los álabes de las turbinas. Franz recurrió a un músico profesional para tocar esas piezas con un arco de violín y utilizó su oído musical para determinar la frecuencia natural de resonancia. Sin embargo, el ministro del aire se volvía cada vez más impaciente y programó una reunión para diciembre de 1943. El doctor Max Bentele asistió a la conferencia y escuchó numerosos argumentos refiriéndose a materiales defectuosos, tamaño de los granulados y tolerancias en la manufactura. Cuando llegó su turno, Bentele contó al grupo de dignatarios que la culpa era de las seis 'latas' combustoras y los tres puntales de la boquilla del jet alojados antes de la turbina. La inducción de la fuerza de excitación en los álabes del rotor de la turbina provocaban una resonancia de sexto orden que provocaba una frecuencia que los doblaba en el rango de alta velocidad. La predominancia de la excitación de sexto grado era debido a las 'latas' combustoras (que no tocaban las 36 boquillas) y a los segundos armónicos de los tres puntales del flujo inferior del rotor. En el motor Jumo 004A esa resonancia estaba por encima de la velocidad operativa, pero en el 004B había pasado sin ser detectado por una ligera mayor velocidad de la turbina y las mayores temperaturas de las mismas. El problema se solventó aumentando la frecuencia natural de los álabes estrechándolos más, acortándolos en un milímetro y reduciendo la velocidad operativa del motor de 9.000 a 8.700 revoluciones por minuto.
Cyrus B. Meher-Homji, Anselm Franz and the Jumo 004. Revista Mechanical engineering, ISSN 0025-6501, Vol. 119, Nº 9, 1997 , pags. 88-91

### 004B Orkan
En producción, el 004B en lugar de usar enfriadores de aire, usó alabes de turbina huecos compuestas de acero barato, enfriado por aire comprimido sangrado desde el compresor. Las primeras series de compresión axial pesaban cien kilogramos menos que el 004A y en 1943 había pasado más de cien horas de pruebas.
Más tarde en 1943, una serie de motores sufrió problemas de vibración, y las soluciones fueron complejas. Finalmente, en diciembre, Max Bentele fue nuevamente requerido para una reunión en los Cuarteles Generales del RLM , donde sugirió la serie de cambios destinados a cambiar las frecuencias de resonancia naturales de los alabes de la turbina, y la reducción de las revoluciones del motor. Esto solucionó el problema, pero no fue hasta principios de 1944 cuando la producción plena pudo comenzar.
Estos contratiempos fueron la principal razón por la que la Luftwaffe tardó en poner en servicio el los escuadrones de Me 262. Dada la baja calidad de los materiales usados en los alabes del 004B, estos motores tenían una vida de servicio de 10-25 horas (hasta el doble en las manos de un piloto experimentado). Otro inconveniente del motor, común a todos los turborreactores primitivos, era su lenta respuesta al acelerador. Aún tenía un defecto más fastidioso: era bastante fácil la entrada en pérdida del compresor, y el sobrecalentamiento era frecuente si la puesta en marcha se hacía demasiado rápido, sin dejar que el aire de refrigeración interna circulara con cierto caudal. Esto conducía al revenido de los alabes de turbina, y era la mayor causa de roturas y averías en el motor. Sin embargo, hizo posible el poder utilizar un avión a reacción en combate por primera vez en la historia.
Una característica interesante del 004 era el sistema de arranque, el cual consistía en un motor bóxer de dos tiempos Riedel de motocicleta de 10 cv (7 kW) instalado en la toma de aire. Un agujero en la punta del buje contenía la anilla para arrancar el pequeño motor, tirando de ella como si fuera una motosierra, o bien mediante otro pequeño motor eléctrico desde la cabina del piloto, una vez en marcha el motor de dos tiempos, a su vez lanzaba a más altas revoluciones el rotor del turborreactor, para su puesta en marcha. La alimentación del motor de dos tiempos, se conseguía con un pequeño depósito de gasolina y aceite ubicado en la toma de aire anular.

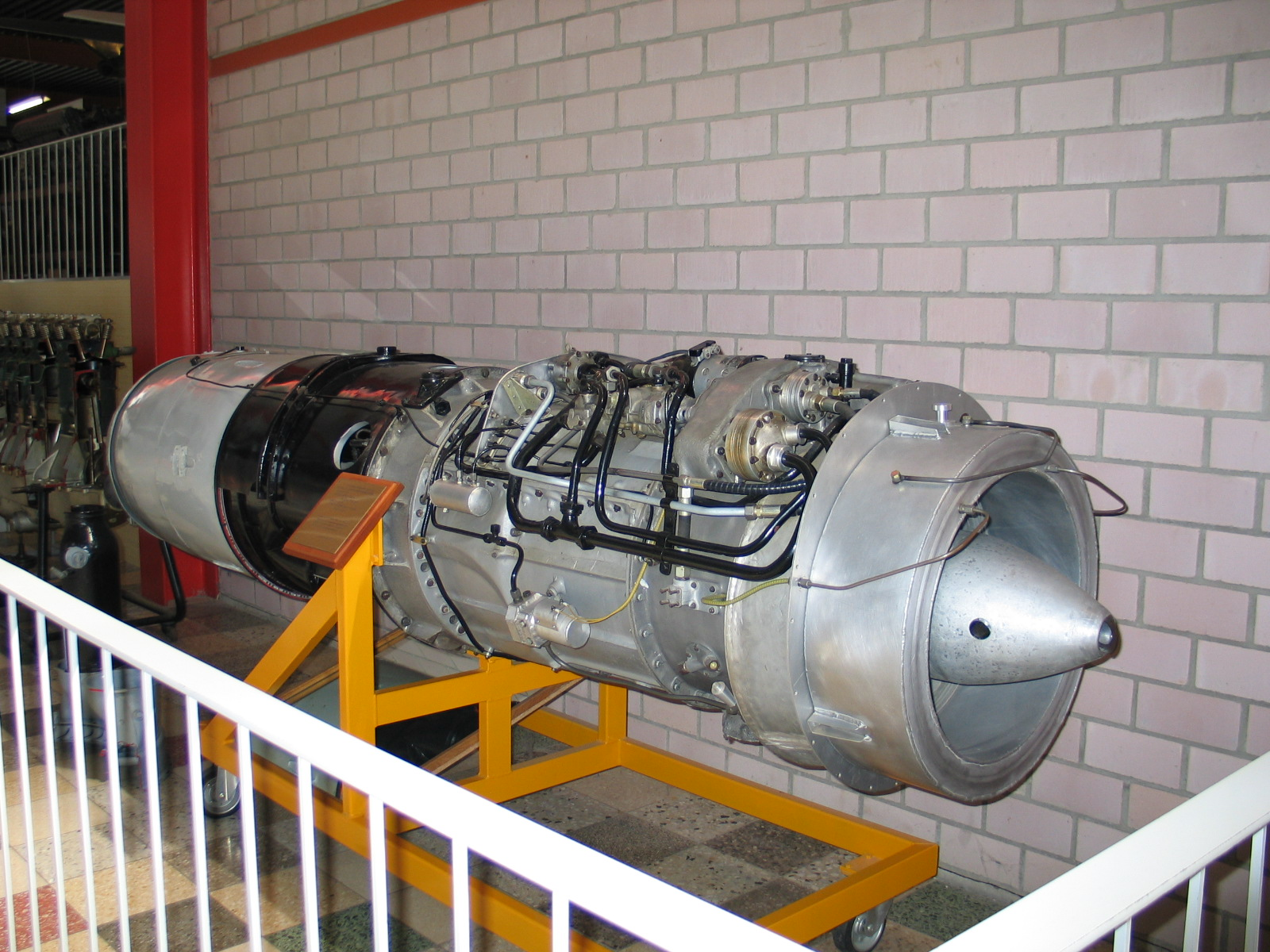
Jumo 004 Orkan.

### 004C
El 004C incluía un posquemador para aumentar el empuje pero no fue construido.

### 004D
El 004D fue un modelo para mejorar la eficiencia del combustible mediante un inyector de dos etapas, y tenía un nuevo control de aceleración que permitía evitar las sobrecargas de combustible en las aceleraciones. El 004D había pasado todas las pruebas y estaba listo para entrar en acción en lugar del 004B cuando acabó la guerra.

### 004E
El 004E es un modelo 004D con un área de escape mejorada para mejor comportamiento a grandes altitudes.

### 004H y JuMo 012
Un modelo mucho más avanzado que tenía ambos sistemas fue el Jumo 012. El 012 estaba basado en un sistema de "dos carretes", en la cual dos turbinas girando a diferentes velocidades manejaban partes distintas del compresor para mayor eficiencia.
En un motor reactor el compresor consume un 60% de todo el poder axial generado, con lo que las mejoras tienen un impacto dramático en el consumo de combustible. Los planes para usar el concepto básico del 012 era de un motor idéntico al 004, conocido como 004H, el cual mejoraba el consumo específico de combustible desde lo que consumía el 004B [1,39 kg/(km/h)) a un respetable 1,2 kg/(km/h)], con una disminución de un 15%. Este motor fue diseñado para el Ju 287, con un empuje de 3000 kgf. Solo partes para un motor se habían construido al final de la guerra.

## 004 capturados
En Francia, 004s capturados motorizaron el Sud-Ouest SO 6000 Triton y el Arsenal VG-70.

## 004 en la posguerra
Después de la Segunda Guerra Mundial, los Jumo 004s fueron construidos en pequeño número en Malesice en Checoslovaquia, con la designación M-04 para motorizar al Avia S-92 y el Avia CS-92, copias del Me 262. Copias del Jumo 004 fueron construidas en la Unión Soviética como el Motor Tumansky RD-10, donde motorizaron el Yakovlev Yak-15, el Sukhoi Su-9 (1946), el Sukhoi Su-11 y muchos otros prototipos.

## 004 en la Unión Soviética
Los científicos y técnicos de Junkers Motoren fueron trasladados a la Fábrica Experimental n.º 2 en un pequeño pueblo llamado Upravlentscheski, cerca de la ciudad de Kuibischev en el Río Volga en el área de Kazán. Durante la Segunda Guerra Mundial estuvo allí operativa la Instalación de Aviones Kirow n.º 145. Durante 1946 esta fábrica fue restaurada y muchos laboratorios y edificios fueron erigidos. En noviembre de 1946 el equipo de Motores de Dessau OKB-1 llegó allí. Estas instalaciones en Kuibyschew estaban completamente concentradas en el desarrollo de motores y equipos y fueron transferidas desde Otto Mader Werke y de Junkers Motorenwerke en Dessau. La construcción de este complejo fabril duró hasta 1949. Klimow fue nombrado administrador general. Tres OKBs fueron instalados en Kuibyschew.

### Tumanski RD-10
Era una copia del Junkers Jumo 004, desarrollado en Kazán como el RD-10 con 910 kg de empuje, 10A con 1000 kg de empuje y el 10F con 1.100 kg de empuje. Fueron montados en el La-150/La-152/La-154/La-156, Su-9 y los Yak-15/Yak-18/Yak-21.

### OKB-1
El OKB-1 estaba dirigido por Brandner y la mayor parte de los 350 antiguos empleados de Junkers fueron adscritos allí.

### OKB-2
El OKB-2 estaba formado por exempleados de BMW bajo la dirección de Prestel.

### Misiones de Kuibyschew
- Continuar los desarrollos del Jumo 004 y del BMW 003.
- Continuar con los desarrollos del Jumo 012 y del BMW 018.
- Fabricar el PTL022 con 5.000 hpr , OKB-1.
- Desarrollo del compresor 032 con 2.000 hpr , OKB-1.
- Desarrollo del PTL028 con 6.800 hpr , OKB-2.
- Desarrollo del BMW 003 C , OKB-2

El posterior desarrollo del Jumo 004 fue transferido a la Fábrica n.º 26 en 1947. El BMW 003 fue transferido a la Fábrica n.º 16 en Kazán, donde más tarde se desarrollaría el RD-20 para el Mig 9. También el compresor 032 para motores siendo detendido en 1947.

## Variantes
| Nombre RLM | Tipo      | Composición  | Empuje             | Peso                | Velocidad  |
| ---------- | --------- | ------------ | ------------------ | ------------------- | ---------- |
| 109-004B   | Turbojet  | 8ax 6in 1tu  | 8,9 kN (1984 lbf)  | 745 kg (1.642 lb)   | 8.700 rpm  |
| 109-004C   | Turbojet  | 8ax 6in 1tu  | 10,0 kN (2238 lbf) | 720 kg (1.588 lb)   | 8.700 rpm  |
| 109-004D   | Turbojet  | 8ax 6in 1tu  | 10,3 kN (2315 lbf) | 745 kg (1.642 lb)   | 10.000 rpm |
| 109-004H   | Turbojet  | 11ax 8in 2tu | 17,7 kN (3970 lbf) | 1.200 kg (.2646 lb) | 6.600 rpm  |
| 109-012    | Turbojet  | 11ax 6in 2tu | 27,3 kN (6130 lbf) | 2.000 kg (4.410 lb) | 5.300 rpm  |
| 109-022    | Turboprop | 11ax 8in 2tu | 4.600 ehp (3,4 MW) | 2.600 kg (5733 lbf) | 5.000 rpm  |

Composición: ax=Etapas del compresor de Flujo Axial, in=Cámaras individuales de combustión, tu=Etapas de la Turbina.

## Trivia
El Junkers Jumo 004 es quizás el único motor de aviación nombrado en la lírica, en "ME 262" del Grupo Blue Öyster Cult de su álbum de 1974, Secret Treaties